# Nicolae Rotaru (sportiv)
Nicolae Rotaru (n. 16 iulie 1935, București, România – d. 2009) a fost un trăgător de tir, laureat cu bronz la München 1972.